# Departamentul Chalatenango
Departamentul Chalatenango este una dintre cele 14 unități administrativ-teritoriale de gradul I  ale statului  El Salvador. La recensământul din 2007 avea o populație de 192.788 locuitori. Reședința sa este orașul Chalatenango. A luat naștere prin decret legal emis la data de 14 februarie 1855.